# جک کیپ
جک کیپ (انگلیسی: Jack Cape; ۱۶ نوامبر ۱۹۱۱ – ۶ ژوئن ۱۹۹۴) بازیکن فوتبال اهل بریتانیا بود.
از باشگاه‌هایی که در آن بازی کرده‌است می‌توان به باشگاه فوتبال منچستر یونایتد اشاره کرد.